# Endasys callistus
Endasys callistus là một loài tò vò trong họ Ichneumonidae.